# Kazarma (pevnost)
Kazarma (řecky: Καζάρμα) je pevnost ve městě Sitia na Krétě v Řecku. Je součástí prefektury Lasithi a leží při pobřeží Krétského moře. Název pevnosti vznikl z italského slova Casa di arma, což znamená kasárna. Byla postavena ve 13. století za dob nadvlády Benátské republiky. V roce 1303 musela být přestavěna kvůli silnému zemětřesení.